# Pfeifferstraße (Weimar)
Die Pfeifferstraße in der Weimarer Westvorstadt wurde nach Ludwig Karl Pfeiffer noch zu dessen Lebzeiten so genannt. Sie verläuft in ostwestlicher Richtung zwischen der Brucknerstraße und der Jean-Sibelius-Straße. Die Peter-Cornelius-Straße beginnt bei ihr.
Die Pfeifferstraße  1–9 steht auf der Liste der Kulturdenkmale in Weimar (Sachgesamtheiten und Ensembles). In der Pfeifferstraße wohnte das Malerehepaar Heinrich Linzen und Hilde Linzen-Gebhardt. Sie wurden bei Friederike Henriette Kraze erwähnt.